# Braç-reliquiari de Sant Joan Baptista
El braç-reliquiari de Sant Joan Baptista és una obra gòtica dipositada al Museu Diocesà de Tarragona i pertanyent al tresor de la Catedral de Tarragona.

## Descripció
D’autor desconegut, aquesta peça artística -platejada i sobredaurada- està formada per un peu, un avantbraç i una mà. Forjada a Barcelona, mesura 43,5 cm d’alçada i 24 centímetres d’amplada i llargada. Sofia Mata de la Cruz planteja la hipòtesi que podria haver estat confeccionat per un dels argenters nord-europeus que van arribar a Barcelona a la segona meitat del s. XIV.
Peu
El peu forma un hexàgon regular, cadascuna de les arestes és lleugerament còncava. Sobre una planxa de plata, repussada sobre una ànima de fusta, s'hi poden veure tres òculs:
1. Òcul amb la relíquia del Lignum Crucis. El rodeja una filactèria semicircular amb la llegenda “Del: fust: d[e]: la: vera: creu”.
2. Òcul amb la relíquia del braç de Sant Jordi. En la filactèria, també semicircular, s'hi pot llegir “Del: bras: d[e]: sent: Iordi”. Al costat d’aquesta llegenda, hi ha una marca toponímica que permet acreditar que l’obra va ser confeccionada a Barcelona.
3. Òcul de la Mare de Déu. Pintat, possiblement posterior al reliquiari.

Entre els tres òculs originàriament hi havia sengles plaques amb les armes dels Queralt. Una d’aquestes plaques va desaparèixer.
Avantbraç

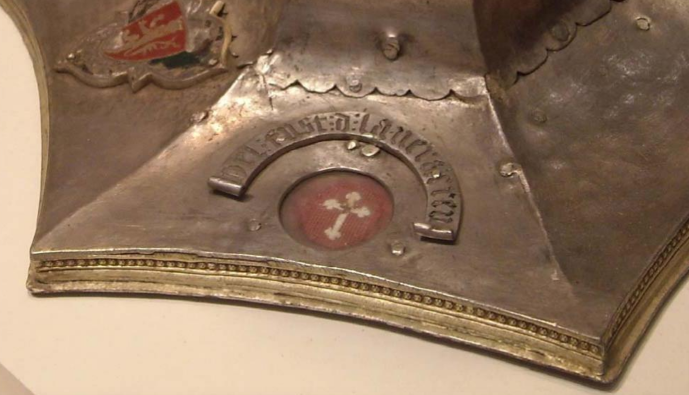
Òcul de la veracreu

Mata exposa que “l’avantbraç es mostra elevat verticalment i està fet amb plata sobredaurada, treballada amb un repussat ondulant que imita (…) el pèl del camell”. Segons la doctora en Història de l’Art, es tracta d’una referència al versicle “Joan duia un vestit de pèl de camell i portava una pell a la cintura”, de l’evangeli de Sant Mateu.
Mà
La mà també està feta amb plata repussada, a diferència de l’avantbraç sense sobredaurar. Mentre que polze i índex estan aixecats, l’anul·lar i el dit petit resten tancats. El dit del mig està amputat per la segona falange i tapat amb un vidre verd que conté la relíquia del braç de sant Joan.

## Història

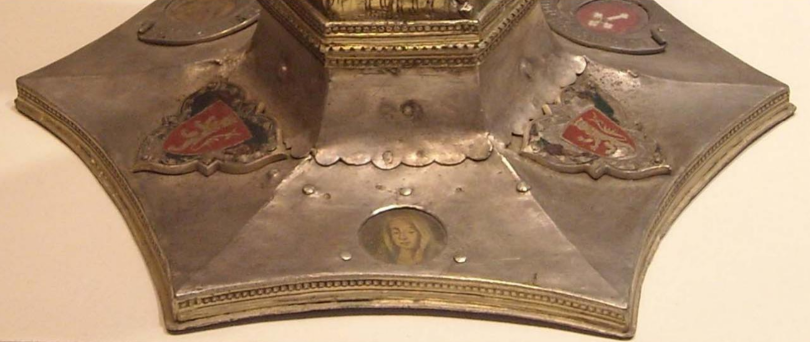
Òcul de la Mare de Déu, entre dues plaques d'armes dels Queralt

Segons Joan Fuguet, Carme Plaza i Vera Hofbauerovà, el braç-reliquiari de Sant Joan va ser patrocinada per Dalmau de Queralt i Rocabertí vers 1356, concebut per ser exposat en la capella de Sant Joan del castell de Santa Coloma, on també hi havia el retaule dels sants Joans del Mestre de Santa Coloma de Queralt.
El 1408, en l’inventari del castell de Santa Coloma ordenat per Clemença de Perellós, surt referenciat “en I astog un braç d’argent és encastat lo dit de Sent Johan”. Aquesta és la primera referència documental sobre la peça artística.
En un moment desconegut, el braç-reliquiari va començar a pertànyer a Elionor de Pallars i Queralt, besneta per via materna de Dalmau de Queralt i Rocabertí, qui el 6 d’agost de 1481 va fer donació de la baronia del Catllar a Dalmau de Queralt i Perellós. Amb immediatesa, el braç reliquiari va ser traslladat a l’església parroquial de Sant Joan Baptista del Catllar. En el testament redactat per Elionor el 8 de desembre de 1488, es fa donació del braç reliquiari al capítol de la catedral de Tarragona.